# 2010 في اليونان
فيما يلي قوائم الأحداث التي وقعت خلال عام 2010 في اليونان.

## أحداث
- 1 يناير – أزمة الدين الحكومي اليوناني
- 3 فبراير – الانتخابات الرئاسية اليونانية 2010

## سياسة

### انتهاء فترة المنصب
- 7 سبتمبر – جورج باباندريو وزير الخارجية [الإنجليزية]‏.

## وفيات

### أغسطس
- 16 أغسطس – ديميتريوس يوانيديس (مواليد 1923)